# Milburn Stone
Milburn Stone (Burrton, 5 juli 1904 – La Jolla, 12 juni 1980) was een Amerikaanse acteur.

## Biografie
Stone toerde met verschillende theatergezelschappen door het land, voordat hij in 1935 naar Hollywood verhuisde om filmacteur te worden. Alleen als extraatje, later in kleine bijrollen, werkte Stone voornamelijk in b-films. In 1955 kreeg Stone de rol van Dr. Galen 'Doc' Adams aangeboden in de tv-serie Gunsmoke. Milburn Stone accepteerde en bleef de serie 20 seizoenen trouw en speelde de rol in 604 afleveringen. Om gezondheidsredenen ging Stone in 1975 met pensioen, toen de serie werd stopgezet. 

## Privéleven en overlijden
Milburn Stone was van 1939 tot 1940 getrouwd met Ellen Morrison. In 1976 trouwde hij met Jane Garrison, met wie hij tot zijn dood bij elkaar bleef. Stone overleed op 75-jarige leeftijd aan een hartaanval.

## Filmografie
- 1935: Ladies Crave Excitement
- 1939: Young Mr. Lincoln
- 1942: Invisible Agent
- 1943: Corvette K-225
- 1943: Sherlock Holmes Faces Death
- 1947: The Michigan Kid
- 1949: Calamity Jane and Sam Bass
- 1952: The Atomic City
- 1953: Invaders from Mars
- 1953: Pickup on South Street
- 1953: The Savage
- 1953: Arrowhead
- 1953: The Sun Shines Bright
- 1954: The Siege at Red River
- 1954: Black Tuesday
- 1955: White Feather
- 1955: Smoke Signal
- 1955: The Private War of Major Benson
- 1955–1975: Gunsmoke; tv-serie, 604 afleveringen

- Gemeinsame Normdatei: 1195492006
- Library of Congress Control Number: no99027004
- MusicBrainz: 4f04c24d-2e48-40b0-b88c-fdb58e106b69
- Virtual International Authority File: 19310444
- WorldCat: E39PBJhMpHTJpVvJ9jdgVffpfq